# Chikkadasarahalli, Sidlaghatta
Chikkadasarahalli là một làng thuộc tehsil Sidlaghatta, huyện Kolar, bang Karnataka, Ấn Độ.